# Tinèids
Els tinèids (Tineidae) són una família de lepidòpters ditrisis de la superfamília dels tineoïdeus (Tineoidea). Aquesta família inclou les arnes de la roba.

## Distribució
Es troben especialment a la zona paleàrtica, però s'han estès a altres zones com a espècies introduïdes.

## Història natural
Aquestes papallones es distingeixen d'altres lepidòpters en el fet que llurs erugues mengen fongs, líquens i detritus. Molt poques espècies s'alimenten de plantes vives. L'espècie més coneguda és l'arna de la roba comuna (Tineola bisselliella), l'arna (Tinea pellionella) i l'arna de les catifes (Trichophaga tapetzella). L'eruga de l'arna Niditinea fuscella s'alimenta preferentment de les plomes dels nius d'ocell. Les erugues de les arnes del gènere Ceratophaga mengen queratina pura, com les banyes de vaques mortes, les peüngles de cavalls o rucs morts i la closca de tortugues mortes. Hi ha algunes arnes, com Pringleophaga marioni, que tenen les ales atrofiades i no poden volar.

## Taxonomia
- Dryadaulinae
  - Brachydoxa
  - Dryadaula
- Erechthiinae
  - Anastathma
  - Callicerastis
  - Comodica
  - Erechthias
  - Mecomodica
  - Petula
  - Phthinocola
  - Pisistrata
  - Pontodryas
  - Thuriostoma
- Euplocaminae
  - Euplocamus
- Hapsiferinae
  - Agorarcha
  - Briaraula
  - Callocosmeta
  - Chrysocrata
  - Cimitra
  - Colobocrossa
  - Cubitofusa
  - Cynomastix
  - Dasyses
  - Hapsifera
  - Hapsiferona
  - Paraptica
  - Parochmastis
  - Phyciodyta
  - Pitharcha
  - Rhinophyllis
  - Tiquadra
  - Trachycentra
  - Zygosignata

- Harmacloninae
  - Harmaclona
  - Micrerethista

- Hieroxestinae
  - Amphixystis
  - Archemitra
  - Asymplecta
  - Kermania
  - Mitrogona
  - Oinophila
  - Opogona
  - Phaeoses
  - Phruriastis
  - Wegneria

- Meessiinae
  - Afrocelestis
  - Agnathosia
  - Agoraula
  - Augolychna
  - Bathroxena
  - Clinograptis
  - Diachorisia
  - Doleromorphia
  - Drimylastis
  - Emblematodes
  - Epactris
  - Eudarcia
  - Galachrysis
  - Homosetia
  - Homostinea
  - Hybroma
  - Infurcitinea
  - Ischnoscia
  - Isocorypha
  - Leucomele
  - Lichenotinea
  - Matratinea
  - Mea
  - Meneessia
  - Montetinea
  - Nannotinea
  - Novotinea
  - Oenoe
  - Oxylychna
  - Pompostolella
  - Protodarcia
  - Stenoptinea
  - Tenaga
  - Trissochyta
  - Xeringinia

- Myrmecozelinae
  - Ateliotum
  - Analytarcha
  - Anemallota
  - Aphimallota
  - Cephimallota
  - Cephitinea
  - Cinnerethica
  - Coryptilum
  - Dinica
  - Euagophleps
  - Exoplisis
  - Gerontha
  - Haplotinea (provisionalment)
  - Ippa
  - Ischnuridia
  - Janseana
  - Machaeropteris
  - Mesopherna
  - Metapherna
  - Mimoscopa
  - Moerarchis
  - Myrmecozela
  - Pachyarthra
  - Pararhodobates
  - Phthoropoea
  - Platysceptra
  - Propachyarthra
  - Rhodobates
  - Sarocrania
  - Scalmatica
  - Timaea
  - Tineovertex
  - Tracheloteina

- Nemapogoninae
  - Archinemapogon
  - Gaedikeia
  - Hyladaula
  - Nemapogon
  - Nemaxera
  - Neurothaumasia
  - Peritrana
  - Triaxomasia
  - Triaxomera
  - Vanna
- Perissomasticinae
  - Cylicobathra
  - Ectabola
  - Edosa
  - Hyperbola
  - Neoepiscardia
  - Perissomastix
  - Phalloscardia
  - Theatrochora
- Scardiinae
  - Afroscardia
  - Amorophaga
  - Bythocrates
  - Cnismorectis
  - Coniastis
  - Cranaodes
  - Daviscardia
  - Diataga
  - Dorata
  - Montescardia
    - Montescardia tessulatellus

  - Morophaga
  - Scardia

- Setomorphinae
  - Lindera
  - Prosetomorpha
  - Setomorpha
- Siloscinae
  - Autochthonus
  - Organodesma
  - Silosca
- Stathmopolitinae
  - Stathmopolitis
- Teichobiinae
  - Dinochora
  - Ectropoceros
  - Psychoides

- Tineinae
  - Acridotarsa
  - Anomalotinea
  - Asymphyla
  - Ceratobia
  - Ceratophaga
  - Ceratuncus
  - Crypsithyris
  - Crypsithyrodes
  - Eccritothrix
  - Elatobia
  - Enargocrasis
  - Graphicoptila
  - Hippiochaetes
  - Kangerosithyris
  - Lipomerinx
  - Metatinea
  - Miramonopis
  - Monopis
  - Nearolyma
  - Niditinea
  - Ocnophilella
  - Phereoeca
  - Praeacedes
  - Pringleophaga
  - Proterodesma
  - Proterospastis
  - Reisserita
  - Stemagoris
  - Tetrapalpus
  - Thomintarra
  - Tinea
  - Tinemelitta
  - Tineola
  - Tineomigma
  - Trichophaga
  - Tryptodema
  - Wyoma
  - Xerantica

### Gèneresincertae sedis
- Acanthocheira
- Acritotilpha
- Afghanotinea
- Amathyntis
- Ancystrocheira
- Antigambra
- Antipolistes
- Antitinea
- Apreta
- Archyala
- Argyrocorys
- Astrogenes
- Axiagasta
- Barymochtha
- Basanasca
- Bascantis
- Brithyceros
- Catalectis
- Catapsilothrix
- Cataxipha
- Catazetema
- Cervaria
- Chionoreas
- Clepticodes
- Colpocrita
- Compsocrita
- Contralissa
- Cosmeombra
- Cryphiotechna
- Crypsitricha
- Cubotinea
- Cycloponympha
- Dasmomorpha
- Dicanica
- Dolerothera
- Drastea
- Drosica
- Dyotopasta
- Ecpeptamena
- Ellochotis
- Endeixis
- Endophthora
- Endromarmata
- Ephedroxena
- Episyrta
- Eremicola
- Eretmobela
- Eriozancla
- Erysimaga
- Eschatotypa
- Eucrotala
- Eugennaea
- Euprora
- Exonomasis
- Glaucostolella
- Gourbia
- Graphidivalva
- Habrophila
- Hapalothyma
- Harmotona
- Hecatompeda
- Heloscopa
- Heterostasis
- Hilaroptera
- Histiovalva
- Homalopsycha
- Homodoxus
- Hoplocentra
- Hyalaula
- Hypoplesia
- Leptonoma
- Lepyrotica
- Leucophasma
- Liopycnas
- Lithopsaestis
- Lysiphragma
- Lysitona
- Marmaroxena
- Melodryas
- Merunympha
- Miarotagmata
- Minicorona
- Monachoptilas
- Mythoplastis
- Nesophylacella
- Nictocyrmata
- Nonischnoscia
- Nothogenes
- Ochetoxena
- Ogmocoma
- Orocrypsona
- Otochares
- Oxymachaeris
- Pachydyta
- Panthytarcha
- Pedaliotis
- Pelecystola
- Peristactis
- Pezetaera
- Philagraulella
- Phryganeopsis
- Plaesiostola
- Plemyristis
- Polypsecta
- Probatostola
- Proboloptila
- Protagophleps
- Protaphreutis
- Prothinodes
- Psecadioides
- Pyloetis
- Randominta
- Ranohira
- Rungsiodes
- Sagephora
- Scardia
- Sciomystis
- Setiarcha
- Stryphnodes
- Syncraternis
- Syngeneta
- Syrmologa
- Taeniodictys
- Tephrosara
- Tetanostola
- Thallostoma
- Thisizima
- Thomictis
- Thyrsochares
- Tomara
- Trachyrrhopala
- Trachytyla
- Transmixta
- Trichearias
- Trierostola
- Trithamnora
- Xylesthia
- Xystrologa
- Zonochares
- Zymologa